# リサ・ゲルマーノ
リサ・ゲルマーノ(Lisa Germano)はアメリカ合衆国のシンガー、マルチインストゥルメンタリスト。ソロシンガーとして活動を始めたのは33歳からで、それ以前はシンプル・マインズ、ジョン・メレンキャンプ、デヴィッド・ボウイ、シェリル・クロウ、ジュエルやイギー・ポップといったアーティストのアルバムやライブツアーにギタリスト、バイオリニストとして活動していた。
ちなみに、日本盤のアルバムは「リサ・ゲルマーノ」名義で3枚、「リサ・ジェルマーノ」名義で1枚リリースされているが、英語での発音からはほど遠い表記である。一番近い表現を日本語で表記すると、「リサ・ジャーメイノ」が妥当である。

## 経歴
様々なアーティストのサポート・メンバーとして、ギターやバイオリンでライブツアーやアルバムに参加していたが、33歳のときにインディーズから「On the Way Down From the Moon Palace」でソロデビュー。しかし、このアルバムはほとんど話題には上らなかった。
1993年に「Happiness」をリリース。このアルバムが、当時4ADを主宰していたマルコム・バーンの目に止まる。マルコムの勧めにより、このアルバムを彼のプロデュースによりレコーディングし直し、1994年に4ADから再リリースした。当時、4ADの看板女性シンガーとして話題を集める。このアルバムは、日本のコロンビア・レコードからも発売される。同年にはサードアルバム「Geek The Girl」を発売する。
1996年には「Excerpts From a Love Circus」、1997年にはOP8との共作「Slush」、そして1998年に「Slide」をリリースする。この「Slide」のプロデュースをシェリル・クロウ、スティーナ・ノルデンスタム、ボニー・ピンクらとの仕事で知られ、リサの友人でもあるチャド・ブレイクとともに作り上げる。この際、チャド・ブレイクの神業的な音響技術に圧倒され、「私が作った音楽をチャドに一旦預けてから聴いてみると、あらゆる方向から音楽が聞こえてくるようになる」と感激し、音響的な技術に対しても深く考えるようになったという。
その後結婚したリサは、しばらく自らの作品制作を止め、他のアーティストへの参加に活動を絞る。前作から5年後の2003年、Ineffableに移籍し「Lullaby For Liquid Pig」をリリース。が、契約の問題ですぐに廃盤となってしまう。
2006年にはYoung Godへ移籍、「In The Maybe World」をリリース。さらに、2007年に廃盤になっていた「Lullaby For Liquid Pig」をボーナスCDを付けてYoung Godより再発売させる。

## ディスコグラフィー
- On the Way Down From the Moon Palace - Major Bill Records, 1991
- Happiness (CD) - Capitol Records, 1993/4AD Records,コロンビア・レコード 1994
- Geek the Girl (CD) - 4AD,コロンビア・レコード 1994
- Excerpts From a Love Circus (CD) - 4AD,コロンビア・レコード 1996
- Slush (with OP8) - Thirsty Ear Recordings, 1997
- Slide (CD) - 4AD,ロック・レコード 1998
- Lullaby for Liquid Pig (CD) - Ineffable/ARTISTdirect, 2003
- In the Maybe World (CD) - Young God Records - 2006